# رشد بافت

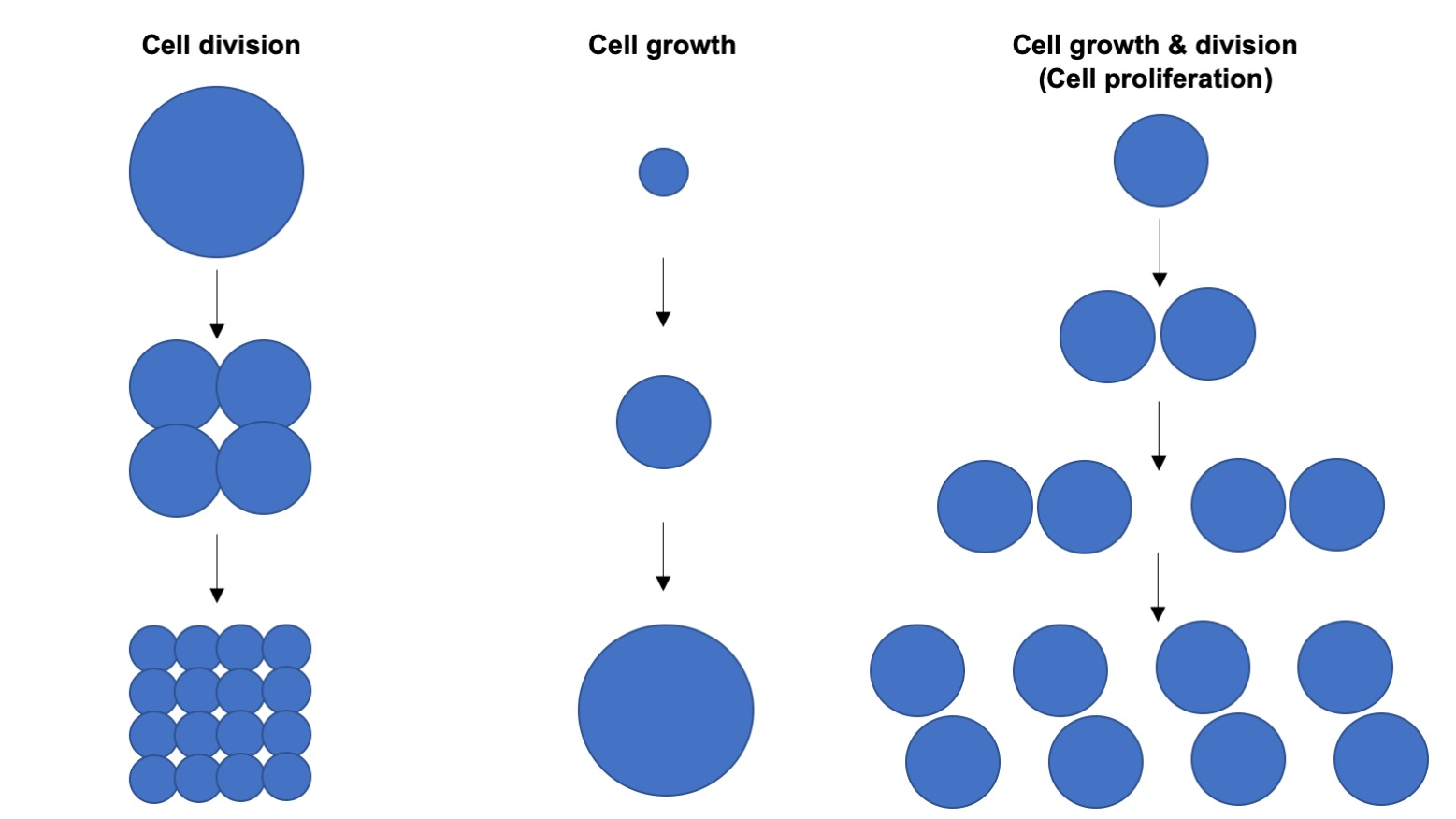
رشد، تقسیم و تکثیر سلولی

رشد بافت (به انگلیسی: Tissue growth) فرآیندی است که طی آن یک بافت اندازه خود را افزایش می‌دهد. در جانوران، رشد بافت در طول رشد جنینی، رشد پس از تولد و بازسازی بافت رخ می‌دهد. اساس سلولی اساسی برای رشد بافت، فرایند تکثیر سلولی است که شامل رشد سلول و تقسیم سلول است که به صورت موازی رخ می‌دهد.
اینکه چگونه تکثیر سلولی در طول رشد بافت برای تعیین اندازه نهایی بافت کنترل می‌شود، یک پرسش باز در زیست‌شناسی است. رشد کنترل‌نشده بافت یکی از دلایل سرطان است.
نرخ‌های متفاوت تکثیر سلولی در یک اندام می‌تواند بر نسبت‌ها تأثیر بگذارد، همان‌طور که می‌تواند جهت تقسیم‌های سلولی را تحت تأثیر قرار دهد، و بنابراین، رشد بافت به شکل‌دهی بافت‌ها همراه با سازوکارهای دیگر ریخت‌زایی بافت کمک می‌کند.